# Tabenna

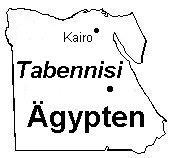
Tabenna w Górnym Egipcie

Tabenna (Tabennae, Tabennisi) (koptyjski: ⲧⲁⲃⲉⲛⲛⲏⲥⲓ) – jeden z pierwszych klasztorów koptyjskich.
Klasztor został założony przez Pachomiusza, jednego z Ojców Pustyni na wyspie na rzece Nil w Górnym Egipcie.